# Сан-П'єтро-Вімінаріо
Сан-П'єтро-Вімінаріо (італ. San Pietro Viminario, вен. San Piero Viminario) — муніципалітет в Італії, у регіоні Венето, провінція Падуя.
Сан-П'єтро-Вімінаріо розташований на відстані близько 380 км на північ від Рима, 50 км на південний захід від Венеції, 19 км на південь від Падуї.
Населення — 3040 осіб (2014).
Щорічний фестиваль відбувається 29 червня. Покровитель — святий Петро.

## Демографія
Населення за роками:

Станом на 1 січня 2023 року в муніципалітеті офіційно проживало 167 іноземців з 24 країн, серед них 65 громадян країн Євросоюзу та 4 громадяни України.

## Сусідні муніципалітети
- Картура
- Консельве
- Монселіче
- Пернумія
- Трибано